# 존 크랭크
존 크랭크(John Crank)는 크랭크-니콜슨 방법을 만든 영국의 수리물리학자이다. 1938년 윌리엄 로런스 브래그와 더글러스 하트리의 지도로 물리학 석사 학위를 받았고, 전쟁으로 탄도학의 연구에 참여하게 되어 수치미분방정식에 기여했다. 이후 1953년 박사 학위를 받았다.